# 初等代数学
初等代数学（しょとうだいすうがく、英: elementary algebra）は、数学の主要な部門の1つである代数学の基本概念のいくつかを含む。典型的には、中学校の生徒に教えられ、算数の理解を基礎にしている。算数が具体的な数を扱うのに対し、代数学は変数と呼ばれる固定値のない量を導入する。この変数を使うには、代数表記を使うことと算数で導入された演算子の一般的な規則を理解することが必要である。抽象代数学とは異なり、初等代数学は実数と複素数の領域外の代数的構造には関係しない。
量を意味するために変数を使うことで、量と量の間にある一般的な関係を形式的かつ簡潔に表現することができ、より広い範囲の問題を解決することができるようになる。科学と数学における多くの量的関係は、代数方程式として表される。

## 代数的記法
代数表記は、代数がどのように書かれているかを記述する。代数表記は特定の規則と慣例に従い、独自の用語を持っている。例えば、式 {\displaystyle 3x^{2}-2xy+c} には次の構成要素がある。
- 係数は、変数に掛かる数値（または数値定数を表す文字）である（変数との乗法記号は省略されているものと考えられる）。
- 項は互いに加え合わされる各々の、係数、変数、定数および指数からなる一塊で、プラスおよびマイナス演算子によって他の項から分離される。[3]
- 文字は変数と定数を表す。慣例により、アルファベットの先頭の文字（例えば {\displaystyle a,b,c}）は、主に定数を表すために使われ、アルファベットの末尾の文字（例えば {\displaystyle x,y,z}）は変数を表すために使われる[4]。文字はふつうイタリック体で書かれる[5]。

代数演算は足し算、引き算、掛け算、割り算、累乗などの算術演算と同じように機能し、代数変数と項に適用される。
- 乗法記号はふつう省略され、２つの変数または項の間にスペースがない場合や、係数が使われる場合に暗示される。例えば、{\displaystyle 3}×{\displaystyle x^{2}} は {\displaystyle 3x^{2}} と書かれ、{\displaystyle 2}×{\displaystyle x}×{\displaystyle y} は {\displaystyle 2xy} と書かれる。[8]

- ふつう、最も高い指数を持つ項は左に書かれる。例えば、{\displaystyle x^{2}} は {\displaystyle x} の左に書かれる。

- 係数や指数が1の場合、ふつうは省略される。例えば、{\displaystyle 1x^{2}} は {\displaystyle x^{2}} と書かれ、{\displaystyle 3x^{1}} は {\displaystyle 3x} と書かれる。[9][10]

- 指数が0の場合、結果は常に1である。例えば、{\displaystyle x^{0}} は常に {\displaystyle 1} に書き換えられる[11]。ただし、{\displaystyle 0^{0}} は定義されていないため、式に現れてはならず、指数に変数が現れる式を簡略化する際には注意が必要である。

### 代用表記
文字や記号だけしか使用できず必要な書式が使用できない場合、代用表記が代数式で使用される。例えば、指数はふつう上付き文字を用いてフォーマットされる。{\displaystyle x^{2}} の場合、プレーンテキストとTeXマークアップ言語ではキャレット記号 ^ は指数を表すので、{\displaystyle x^{2}} は "x^2" と書かれる。Ada、FORTRAN、Perl、Python、Rubyのようなプログラミング言語では二重のアスタリスクが使用されるので、{\displaystyle x^{2}} は "x**2" と書かれる。多くのプログラミング言語と計算機では、乗法記号を表すために１つのアスタリスクを明示的に使用する必要がある。例えば、{\displaystyle 3x} は "3*x" と書かれる。

## 概念

### 変数
初等代数学は、一般的な（指定されていない）数を表す変数と呼ばれる文字を導入することによって構築され、算術を拡張する。 これはいくつかの理由で便利である。
1. 変数は、その値がまだ分かっていない数値を表すことがある。 例えば、今日の気温Cが昨日の気温Pより20度高い場合、問題は代数的に{\displaystyle C=P+20}と記述することができる。[21]
2. 変数を用いて、関与する数量の値を指定することなく、一般的な問題を記述することができる。[22] 例えば、具体的には5[分]は{\displaystyle 60\times 5=300}[秒]に相当すると言うことができる。 より一般的な（代数的な）記述ではm[分]は秒数{\displaystyle s=60\times m}[秒]に相当すると言うことがある。
3. 変数を用いて、変化する可能性のある数量間の数学的関係を記述することができる。[23] 例えば、円の円周cと円の直径dの関係は{\displaystyle \pi ={\frac {c}{d}}}で表される。（πは円周率を表す）
4. 変数を用いて、数学的性質を記述することができる。 例えば、加法の基本的な性質は、一緒に足される数の順序が重要ではないことを示す可換性である。 可換性は代数的に{\displaystyle a+b=b+a}と述べられる。[24]

### 式の整理
代数式は、算術演算（足し算、引き算、掛け算、割り算、累乗）の基本的な性質に基づいて整理され、簡略化される。例えば、
- 足された数は係数を用いて簡略化される。 例えば、{\displaystyle x+x+x}は{\displaystyle 3x}（3は数値係数）と簡略化することができる。
- 掛けられた数は指数を用いて簡略化される。 例えば、{\displaystyle x\times x\times x}は{\displaystyle x^{3}}と表される。
- 同類項は一緒に足される。[25] 例えば{\displaystyle 2x^{2}+3ab-x^{2}+ab}は、{\displaystyle x^{2}}を含む項が一緒に足され、{\displaystyle ab}を含む項が一緒に足されるので、{\displaystyle x^{2}+4ab}と書かれる。
- 分配法則を用いて、括弧を"外す"ことができる。例えば{\displaystyle x(2x+3)}は{\displaystyle (x\times 2x)+(x\times 3)}と書くことができ、さらに{\displaystyle 2x^{2}+3x}と書ける。
- 式を因数分解することができる。 例えば{\displaystyle 6x^{5}+3x^{2}}は、両方の項を{\displaystyle 3x^{2}}で括って{\displaystyle 3x^{2}(2x^{3}+1)}と書くことができる。